# Gopprechts (Waltenhofen)
Gopprechts ist ein Gemeindeteil der Gemeinde Waltenhofen im Landkreis Oberallgäu (Schwaben, Bayern). Das Dorf liegt am Südrand der Gemeinde bei Niedersonthofen. Gopprechts liegt auf 850 Meter Meereshöhe in einer stark hügeligen Landschaft der unteren Süßwassermolasse über Niedersonthofen. Neben der Straßenverbindung Richtung Niedersonthofen und Eckarts gibt es die Verbindung über das nahe Freibrechts nach Akams.

## Geschichte

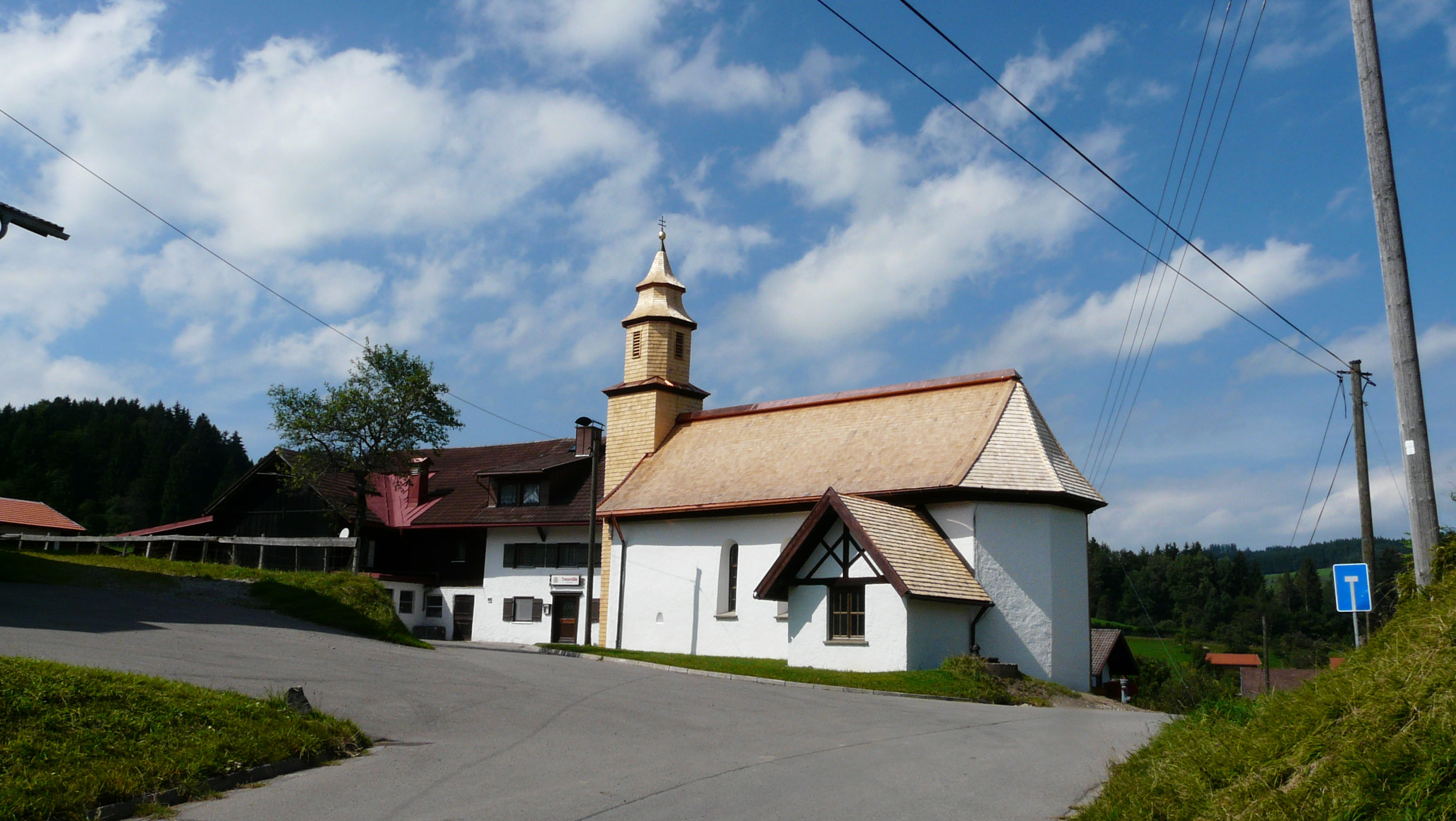
St. Rochus und Wendelin.

Gopprechts gehörte zu den Freien im Allgäu der Grafschaft Eglofs, wo in einem einmaligen Vorgang im HRR es ein Bauerndorf geschafft hatte einen den freien Reichsstädten ähnlichen Rechtsstatus zu erlangen und bis 1806 zu behaupten. Dies war mit Vorteilen bei der Besteuerung und im Kriegsdienst verbunden.

## Funkenfeuer
In Gopprechts wird der Brauch des Funkenfeuers mit Scheibenschlagen gepflegt. Nach einem Fernsehbericht über den Gopprechtser Funke im Bayerischen Rundfunk kommen auch oft Auswärtige zu diesem Schauspiel am Funkensonntag.

## Kapelle St. Rochus und Wendelin
In Gopprechts gibt es die Kapelle St. Rochus und Wendelin aus dem Jahr 1712.